# Bulgaarse Socialistische Partij
De Bulgaarse Socialistische Partij (Bulgaars: Българска социалистическа партия (БСП), Bǎlgarska Socialistitsjeska Partija (BSP)), is een Bulgaarse sociaaldemocratische partij. De BSP is de opvolger van de Bulgaarse Communistische Partij (BKP).

## Oprichtingsgeschiedenis
In november 1989 kwam er een einde aan het vijfendertig jaar durende bewind van de secretaris-generaal van de BKP Todor Zjivkov. Hij werd tijdens een partijcoup aan de kant geschoven en vervangen door Petar Mladenov, voorheen minister van Buitenlandse Zaken. Mladenov volgde Zjivkov op als secretaris-generaal van de BKP en als voorzitter van de Staatsraad (staatshoofd). Mladnenov hoopte dat een leiderschapswisseling voldoende zou zijn om het volk tevreden te stellen, maar in de dagen na de val van Zjivkov verschenen er diverse oppositiepartijen die de invoering van een meerpartijenstelsel eisten. Mladenov besloot hierop tot grote hervormingsplannen.
Op 2 februari 1990 zag de BKP af van haar machtsmonopolie en in februari 1990 werd Andrej Loekanov, een hervormingsgezinde communist minister-president. Het lukte Loekanov niet om een coalitieregering te vormen met de voornaamste oppositiepartij, de Verenigde Democratische Krachten (SDS). Zelfs de tot dan toe trouwe bondgenoot van de BKP, de Bulgaarse Agrarische Nationale Unie (BZNS) weigerde toe te treden tot de regering. Loekanov werd premier van een volledig communistische regering, de eerste in de Bulgaarse geschiedenis aangezien de BKP voordien altijd samen met de BZNS regeerde. Het lukte Loekanov om in maart een akkoord te sluiten waarin de weg naar een meerpartijenstel werd geëffend. In juni zouden er verkiezingen worden gehouden.
In april 1990 wijzigde de BKP haar naam in Bulgaarse Socialistische Partij (BSP) en deed zij afstand van het marxisme-leninisme. Via deze hervormingen hoopte de partij aan de macht te blijven. Alexander Lilov werd tot voorzitter van de BSP gekozen. Premier Loekanov en president Mladenov sloten zich aan bij de nieuwe BSP.
Bij de verkiezingen op 10 en 17 juni 1990 verwierven de socialisten 211 van de 400 zetels in het parlement en verkregen daarmee de absolute meerderheid in de Narodno Sobranie (Nationale Vergadering). Loekanov wilde geen regering die alleen uit de BSP bestond en trachtte haar te vergroten door de grootste oppositiepartij, de SDS, bij de regering te betrekken. De SDS weigerde echter toe te treden tot een kabinet dat gedomineerd werd door de BSP. Loekanov vormde daarop een regering die, op twee ministers na, geheel uit socialisten bestond. De nieuwe regering werd voortdurend tegengewerkt door de oppositie en toen de vakbonden met een staking dreigden uit onvrede over de plannen van de regering om een vrije markteconomie te introduceren, bood Loekanov zijn ontslag aan. De BSP maakte daarna nog wel deel uit van het meerpartijenkabinet (SDS, BZNS, BSP etc.) van de partijloze premier Dimitur Popov (1990-1991), maar belandde daarna in de oppositiebankjes.

## Jaren '90
In 1991 koos de partij Zjan Videnov tot voorzitter. De BSP voerde hevige oppositie tegen de neoliberale koers van premier Filip Dimitrov die via een "schoktherapie" de economie op de rails probeerde te krijgen. De bevolking ondervond veel ellende van dit beleid en de regering had geen oog voor de sociale problemen die hierdoor ontstonden. Mede door een door de BSP gesteunde motie van wantrouwen kwam het kabinet ten val. De verkiezingen van 1994 werden gewonnen door de BSP. Zjan Videnov werd minister-president en draaide een aantal maatregelen van de vorige regering terug. Het bewind van Videnov bleek echter weinig stabiel en er bleke corrupte lieden in de regering te zitten. De maffia en de georganiseerde misdaad beheersten het dagelijks leven. Toen de presidentsverkiezingen van 1996 werden gewonnen door SDS-kandidaat Petur Stojanov dwongen BSP'ers Videnov om zijn ambt als partijvoorzitter neer te leggen. Georgi Parvanov volgde hem op. Voorts werd de partijleiding grotendeels vervangen. Dit alles mocht niks baten, want een jaar later verloor de BSP de verkiezingen. Ivan Kostov van de SDS werd minister-president.

## Heden
In 2001 werden de verkiezingen gewonnen door de Nationale Beweging Simeon II van Simeon Sakskoburggotski (de voormalige koning Simeon II). In november 2001 boekte de BSP een groot succes toen haar partijvoorzitter Georgi Parvanov de presidentsverkiezingen won. Op 22 januari 2002 werd Parvanov beëdigd als president. De parlementsverkiezingen in 2005 werden ook door de BSP gewonnen en de jonge partijvoorzitter Sergej Stanisjev, die Parvanov in 2001 als voorzitter was opgevolgd, werd minister-president van een coalitieregering van de Coalitie voor Bulgarije (de door socialisten gedomineerde verkiezingsalliantie), Beweging voor de Rechten en Vrijheden (liberale partij van de Turkse minderheid) en de Nationale Beweging Simeon II. Stanisjev bleef tot 2009 premier van het land en implementeerde een neoliberaal economisch beleid. Na zijn premierschap was Stanisjev nog tot 2014 partijleider. Mihail Mikov volgde hem in de laatste functie op.
De tegenwoordige leider van de BSP, Korneliya Ninova (*1969) combineert links standpunten (inzake sociale zekerheid e.d.) met sociaal-conservatieve opvattingen (m.b.t. tot genderidentiteit en homoseksualiteit).

## Ideologie
De BSP is een sociaaldemocratische partij, maar is wel linkser dan de gemiddelde Europese sociaaldemocratische partij. Dit komt waarschijnlijk omdat de BSP de opvolger is van de BKP, hoewel het aantal oud-communisten op hoge functies thans schaars is. Anders dan in andere Oost-Europese landen waar communistische partijen zich transformeerden in sociaaldemocratische en socialistische partijen na de val van het communisme, stapten er maar weinig hardliners uit de BSP om zich aan te sluiten bij een heropgerichte communistische partij. De BKP zelf herrees overigens op 21 juni 1990, maar boekt geen noemenswaardige verkiezingsresultaten.
De populistische vleugel van de partij, die gekant is tegen het openstellen van het huwelijk voor mensen van dezelfde sekse, scherp gekant is tegen de discussie omtrent genderidentiteit en in de regel voorstander is van toenadering tot Rusland (maar tegelijkertijd vast wil houden aan het EU- en NAVO-lidmaatschap) staat onder leiding van Korneliya Ninova, de huidige voorzitter van de partij. De cultureel-liberale vleugel van de partij die zich volledig oriënteert op het westen kent als spreekbuis oud-premier Sergej Stanisjev.

## Coalities
- Democratisch Links (1994-1997)
- Coalitie voor Bulgarije (2001-2013)
- BSP - Links Bulgarije (2014)
- BSP - Voor Bulgarije (2017-heden)

## Verkiezingsuitslagen
| Zetelverdeling 1990-heden |
| ------------------------- |
| 1990: 211                 |
| 1991: 106                 |
| 1994: 125                 |
| 1997: 58                  |
| 2001: 48                  |
| 2005: 82                  |
| 2009: 40                  |
| 2013: 84                  |
| 2017: 80                  |
| April 2021: 43            |
| Juli 2021: 36             |
| November 2021: 26         |

## Voorzitters
- Alexander Lilov (1990-1991)
- Zjan Videnov (1991-1996)
- Georgi Parvanov (1996-2001)
- Sergej Stanisjev (2001-2014)
- Michail Mikov (2014-heden)